# Río Columna
El Columna es un río que fluye en el departamento Lago Buenos Aires, en la provincia de Santa Cruz, Patagonia argentina. Es un afluente del Lago Ghio.
Nace en el extremo oriental del lago Columna, que es su único emisario. A lo largo de unos 11 km, el curso está orientado al noroeste a sureste. Durante el curso torrencial, se forma una hermosa cascada. Desemboca en el lago Ghio en su extremo noroeste.
Su cuenca tiene una superficie de aproximadamente 450 km².